# 张武宗
张武宗（1946年—），山东肥城人，汉族，中华人民共和国政治人物、第十二届全国人民代表大会山东地区代表、山东石横特钢有限公司董事长。
毕业于山东大学经济管理专业。加入中国共产党。2013年，担任全国人大代表。2018年2月24日，当选为第十三届全国人大代表。